# Андалусія (Алабама)
Андалусія (англ. Andalusia) — місто (англ. city) в США, в окрузі Ковінгтон штату Алабама. Населення — 8805 осіб (2020).

## Географія
Андалусія розташована за координатами 31°18′34″ пн. ш. 86°28′41″ зх. д. / 31.30944° пн. ш. 86.47806° зх. д. (31.309436, -86.478031).  За даними Бюро перепису населення США в 2010 році місто мало площу 51,32 км², з яких 50,91 км² — суходіл та 0,41 км² — водойми.

### Клімат
| Клімат : Андалусія      | Клімат : Андалусія | Клімат : Андалусія | Клімат : Андалусія | Клімат : Андалусія | Клімат : Андалусія | Клімат : Андалусія | Клімат : Андалусія | Клімат : Андалусія | Клімат : Андалусія | Клімат : Андалусія | Клімат : Андалусія | Клімат : Андалусія | Клімат : Андалусія |
| Показник                | Січ.               | Лют.               | Бер.               | Квіт.              | Трав.              | Черв.              | Лип.               | Серп.              | Вер.               | Жовт.              | Лист.              | Груд.              | Рік                |
| Абсолютний максимум, °C | 28,9               | 30,6               | 31,7               | 36,1               | 37,8               | 40,6               | 40,6               | 40,6               | 38,3               | 37,2               | 31,1               | 28,9               | 40,6               |
| Середній максимум, °C   | 16,1               | 18,4               | 22,3               | 25,7               | 29,4               | 32,2               | 33,2               | 32,8               | 30,9               | 26,6               | 22,0               | 17,2               | 25,6               |
| Середня температура, °C | 8,1                | 10,1               | 13,6               | 16,9               | 21,4               | 25,2               | 26,4               | 26,3               | 23,7               | 18,2               | 13,3               | 9,3                | 17,8               |
| Середній мінімум, °C    | 0,1                | 1,8                | 4,9                | 8,2                | 13,3               | 18,1               | 19,7               | 19,8               | 16,5               | 9,8                | 4,6                | 1,5                | 9,9                |
| Абсолютний мінімум, °C  | −15                | −12,2              | −8,9               | −2,8               | 1,1                | 6,7                | 10,0               | 12,2               | 1,1                | −2,2               | −8,9               | −16,7              | −16,7              |
| Норма опадів, мм        | 132                | 135                | 161                | 106                | 99                 | 135                | 156                | 144                | 117                | 94                 | 120                | 125                | 1523               |
| Днів з опадами          | 8,7                | 7,9                | 7,8                | 6,5                | 6,7                | 10,0               | 11,2               | 9,9                | 7,3                | 5,3                | 6,9                | 7,7                | 95,9               |
| ----------------------- | ------------------ | ------------------ | ------------------ | ------------------ | ------------------ | ------------------ | ------------------ | ------------------ | ------------------ | ------------------ | ------------------ | ------------------ | ------------------ |
| Джерело: NOAA           |                    |                    |                    |                    |                    |                    |                    |                    |                    |                    |                    |                    |                    |

## Демографія
Згідно з переписом 2010 року, у місті мешкало 9015 осіб у 3694 домогосподарствах у складі 2359 родин. Густота населення становила 176 осіб/км².  Було 4356 помешкань (85/км²).
Расовий склад населення:
| - 70,5 % — білих - 25,9 % — чорних або афроамериканців - 1,0 % — азіатів - 0,4 % — корінних американців |

До двох чи більше рас належало 1,7 %. Частка іспаномовних становила 1,9 % від усіх жителів.
За віковим діапазоном населення розподілялося таким чином: 23,4 % — особи молодші 18 років, 57,9 % — особи у віці 18—64 років, 18,7 % — особи у віці 65 років та старші. Медіана віку мешканця становила 39,7 року. На 100 осіб жіночої статі у місті припадало 86,6 чоловіків;  на 100 жінок у віці від 18 років та старших — 81,4 чоловіків також старших 18 років.
Середній дохід на одне домашнє господарство  становив 49 312 долари США (медіана — 31 968), а середній дохід на одну сім'ю — 59 797 доларів (медіана — 43 278). Медіана доходів становила 36 936 доларів для чоловіків та 25 561 долар для жінок. За межею бідності перебувало 24,5 % осіб, у тому числі 35,7 % дітей у віці до 18 років та 14,2 % осіб у віці 65 років та старших.
Цивільне працевлаштоване населення становило 3220 осіб. Основні галузі зайнятості: освіта, охорона здоров'я та соціальна допомога — 20,5 %, виробництво — 18,4 %, науковці, спеціалісти, менеджери — 10,7 %, роздрібна торгівля — 9,9 %.